# Плечій Марія Василівна
Марія Василівна Плечій (нар. 20 квітня 1941, село Лотатники, тепер Стрийського району Львівської області) — українська радянська діячка, головний зоотехнік радгоспу, голова Орлівської сільської ради Красноперекопського району Кримської області. Депутат Верховної Ради УРСР 11-го скликання.

## Біографія
З 1959 року — зоотехнік колгоспу «Шлях до комунізму» Сколівського району Львівської області.
Член КПРС з 1961 року.
Закінчила Херсонський сільськогосподарський інститут імені Цюрупи.
У 1965—1973 роках — бригадир ферми, рахівник відділення, бухгалтер, зоотехнік радгоспу «П'ятиозерний» Красноперекопського району Кримської області.
У 1973—1980 роках — головний зоотехнік радгоспу «Красноперекопський» Красноперекопського району Кримської області.
З 1980 року — голова виконавчого комітету Орлівської сільської ради народних депутатів Красноперекопського району Кримської області.
Потім — на пенсії в селі Орлівське Красноперекопського району АР Криму.

## Нагороди
- ордени
- медалі